# Oscar Moore Trio/George Redman Group
Oscar Moore Trio/George Redman Group – album-split, na którego stronie A umieszczono nagrania amerykańskiego gitarzysty jazzowego Oscara Moore’a i jego tria, wydane w 1954 jako Oscar Moore Trio.
Strona B to nagrania perkusisty George'a Redmana z zespołem wydane w 1954 jako George Redman Group (a później jako Moods in Jazz Boba Gordona). Kolejność utworów na albumie różni się od kolejności przyjętej na obu płytach pierwotnych. 10" monofoniczny album został wydany przez wytwórnię Tampa Records (LP 16).
W 1958 Tampa wydała ponownie wszystkie te nagrania (z zachowaniem dotychczasowej kolejności). 12" LP o identycznym numerze katalogowym LP 16 otrzymał nową okładkę, a jako wykonawcę podano The Modern Jazz Octet. Album został zatytułowany Swing Shift: Music for Night Owls.

## Muzycy
Strona A
- Oscar Moore – gitara
- Carl Perkins – fortepian
- Joe Comfort – kontrabas

Strona B
- Bob Gordon – saksofon barytonowy
- Herbie Harper – puzon
- Maury Dell – fortepian
- Don Prell – kontrabas
- George Redman – perkusja

## Lista utworów
Strona A
| 1. | "Roulette" (O. Moore)                         |  |
|    |                                               |  |
| 2. | "Nearness of You" (Hoagy Carmichael)          |  |
|    |                                               |  |
| 3. | "Love for Sale" (Cole Porter)                 |  |
|    |                                               |  |
| 4. | "Kenya" (O. Moore)                            |  |
|    |                                               |  |
| 5. | "Body and Soul" (Johnny Green, Edward Heyman) |  |
|    |                                               |  |
| 6. | "Blues in B Flat" (O. Moore)                  |  |
|    |                                               |  |
Strona B
| 7.  | "Just George" (Wally Stewart)                                    | 4:12  |
|     |                                                                  |       |
| 8.  | "Slow Mood" (Eddie Miller)                                       | 3:09  |
|     |                                                                  |       |
| 9.  | "Slow" (Al Cohn)                                                 | 1:53  |
|     |                                                                  |       |
| 10. | "Moer Blues" (Don Prell)                                         | 5:51  |
|     |                                                                  |       |
| 11. | "Babette" (Maury Dell)                                           | 2:56  |
|     |                                                                  |       |
| 12. | "Sonny Boy" (Lew Brown, Buddy DeSylva, Ray Henderson, Al Jolson) | 2:22  |
|     |                                                                  |       |
|     |                                                                  | 20:23 |
|     |                                                                  |       |